# Château de Gastines
 (novembre 2024).
Le château de Gastines est un édifice situé dans la commune de Chemazé, dans le département français de la Mayenne, à environ un kilomètre à l’ouest du bourg de Molières.

## Histoire
Le site constituait à l'origine un fief mouvant de la commune de Molières. En 1445, lors de l’aveu, le seigneur prétendait bénéficier de « droit de garennes à lièvres, perdrix et autres gibiers » ; toutefois, il dut reconnaître qu’il disposait uniquement d’une « garenne à connex et autour de son hébergement ».

## Description
Le château actuel a été édifié en 1660. Il comprenait un corps de logis, dont le second étage était mansardé. Il était entouré d'une cour, dont un côté était fermé par la chapelle, et l’autre par les servitudes et une tour ronde servant de colombier. L’escalier intérieur est particulièrement remarquable pour un édifice de cette taille. 

## Chapelle
Il ne subsiste aujourd’hui qu’un bénitier en marbre daté de 1575 ainsi qu’un écusson orné d’un dauphin surmonté d’une couronne de comte, arborant les armes des Poisson. La chapelle a été reconçue en 1695 dans un style grec, avec frontons et pilastres, et dotée d’un autel et d’un retable décoré d’un bas-relief. Ce petit édifice a été détruit en 1890, et le mobilier transféré dans une nouvelle chapelle située sur la route.

## Seigneurs, et propriétaires successifs
- Robin Lévesque, procureur de la dame de Gastines aux assises de Mollières, 1414.
- Mathurin Lévesque, 1445.

### Famille Poisson
La famille Poisson est une famille de légistes du pays de Château-Gontier.
- Robert Poisson, sieur de la Bodinière, mari de Jeanne Lévesque, 1480.
- Laurent Poisson de Gastines est cité en 1491.
- Pierre Poisson, mari de Marguerite de Chazé.
- Honorable homme et sage Me Jean Poisson, licencié ès lois, époux de Marie Augeard, 1510, demeurant à Angers, exécuteur du testament de Guy Le Clerc, abbé de la Roë, 1523.
- René Poisson, mari de Jacquine Le Gras, fille de Claude Le Gras, juge de Touraine, et de Jacquine Bouverie, sœur de l'évêque d'Angers, 1565.
- Honorable homme Pierre Poisson, licencié ès lois, 1582, mari de Guyonne Petiot, d'où : René, baptisé en 1584 ; Catherine, 1585.
- Noble Pierre Poisson, marié en 1630 à Renée Guérin, fille de Michel Guérin, élu à Château-Gontier, demeurait à Angers.
- Pierre Poisson, d'abord clerc et chapelain de la Gendronnière (Bazouge-de-Chemeré), mari d'Élisabeth Lefebvre, 1660, s'était fait pourvoir d'une charge anoblissante de secrétaire du roi.
- René Poisson servait en 1691 dans la 4e brigade de la compagnie de Lorge, sous Guy-Michel de Durfort de Lorges, maréchal de France. C'est devant Gilles, notaire à Château-Gontier, que René Poisson contracta mariage le 24 juillet 1695 avec Marie d'Héliand, fille du seigneur de la Gravelle. Il périt au pont d'Ingrandes, le 30 juillet 1703, avec Michel de la Chevalerie, M. Lefebvre, sénéchal d'Ingrandes, et plusieurs autres, le bateau qu'ils montaient ayant chaviré par suite de l'emballement d'un cheval. Sa veuve, qui teste en 1705, est inhumée l'année suivante à l'Église Saint-Rémi de Château-Gontier.
- René Poisson, mari de Marguerite Volaige de Vaugirault, dame de la Ferronnière, en Briollay, 1739, laquelle, veuve en 1764, meurt à Briollay, âgée de 83 ans, en 1789.
- René Poisson est représenté à l'assemblée de la noblesse à Angers en 1789.  Le 2 juin 1739; René Poisson épousa Margueirte Vollaige, fille de Jacques Vollaiges de Vaugirault et de Marguerite Gandon.
- Jacques-Louis Poisson de Gastines hérite de René, son frère, mort à Angers, en 1796.
- Mme de Villebresmes, née Nathalie Poisson de Gastines, de Nantes, a vendu le château et les métairies au fermier qui les exploitait et dont la veuve continue d'habiter la ferme laissant le château inhabité. A la fin du XIXe siècle, l'Abbé Angot indique que le château est toujours inhabité : les meilleures chambres servent de grenier.

## Sources
- « Château de Gastines », dans Alphonse-Victor Angot et Ferdinand Gaugain, Dictionnaire historique, topographique et biographique de la Mayenne, Laval, A. Goupil, 1900-1910 [détail des éditions] (BNF 34106789, présentation en ligne)
- Modes de vie aux 16e, 17e siècles , à travers les actes notariés, les archives d’Anjou et Normandie, Chemazé, par Odile Halbert, sur odile-halbert.com